# Museo Histórico de Gorea
El Museo Histórico de Gorea (en francés: Musée historique de Gorée) es un museo administrado por el Institut fondamental d'Afrique noire (IFAN) y ubicado en la isla de Gorea, en la bahía de Dakar (Senegal). Está dedicado a mostrar y conmemorar las diferentes etapas de la historia de Senegal desde la antigüedad hasta la independencia del país.

## Historia
El fuerte fue construido entre 1852 y 1856, la fortificación tiene un área de 1900m 2, fue construido con el propósito de defender el puerto de Dakar. El fuerte recibe su nombre en honor al vicealmirante Jean II d'Estrées, en el que recuperó el control de la isla de manos de los holandeses en 1677. El responsable de la construcción del fuerte fue Emile Pinet-Laparde, uno de los responsables de la administración colonial francesa de Dakar. El fuerte se convirtió en prisión y centro disciplinario reservado para ciertos prisioneros de la prisión de Dakar. En 1977, el gobierno de Senegal cerró la prisión y entregó la propiedad del edificio al Institut fondamental d'Afrique noire. El trabajo de renovación y transformación del fuerte fue iniciado por el antropólogo belga Guy Thilmans, estas renovaciones tomaron más de una década. El trabajo de renovación fue financiado por autoridades públicas y fondos privados, incluida la Fundación Ford, la UNESCO además de las embajadas de Francia y Arabia Saudita. La decisión de crear el museo en el fuerte se debió a que el anterior museo de la IFAN era demasiado pequeño, por lo que a pedido del director del instituto, Amar Samb, se decidió establecer un nuevo museo en el fuerte, los trabajos de restauración fueron supervisados por el Bureau d'Architecture des Monuments Historiques. El 3 de marzo de 1989 se completaron las remodelaciones y se inauguró el museo. Según Abdouyale Ly, el primer director del museo, el objetivo con la apertura de este museo era de promover la cultura de África Occidental.

## Colecciones
El museo contiene varios artefactos que datan de la Edad de Piedra sobre la historia del país. El museo está dividido en 13 salas, cada una de estas salas trata sobre un período determinado de la historia de Senegal, incluyendo una sala para el período paleolítico, el período neolítico, la colonización y la independencia, el museo también tiene colecciones sobre los diferentes grupos étnicos del país. El museo cuenta con una sala dedicada a los círculos de piedra senegambianos, un grupo de piedras megalíticas que están consideradas por la UNESCO como patrimonio de la humanidad. En la sala de resistencia, hay exhibiciones de figuras históricas como el Rey Lat Jor. El museo contiene documentos sobre la historia y la religión de Senegal.

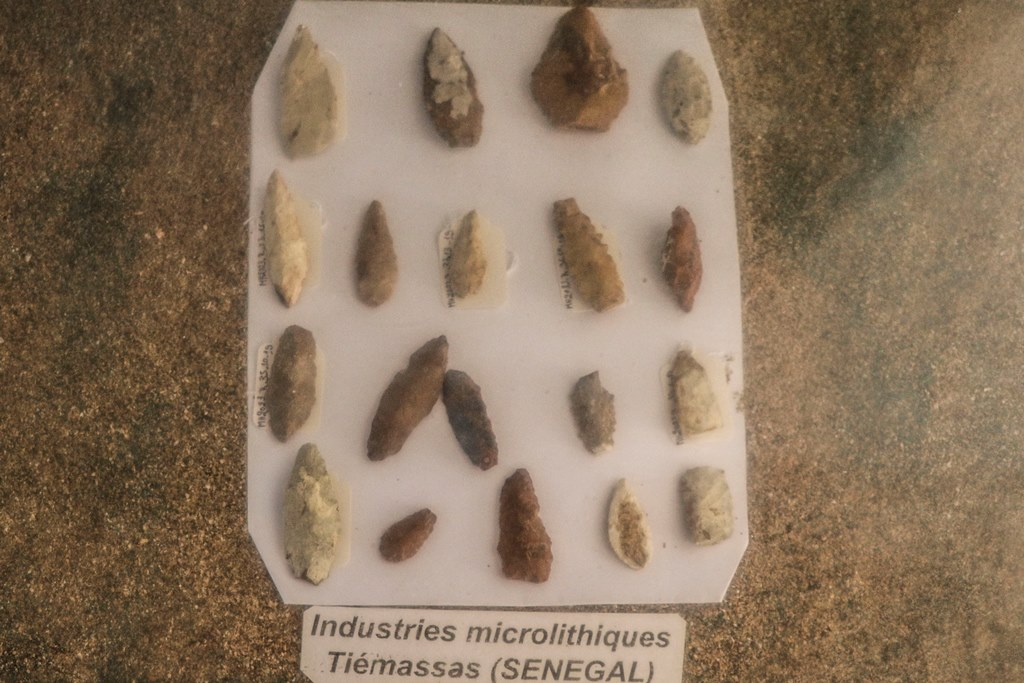
Útiles líticos del Paleolítico superior de Tiemassas.
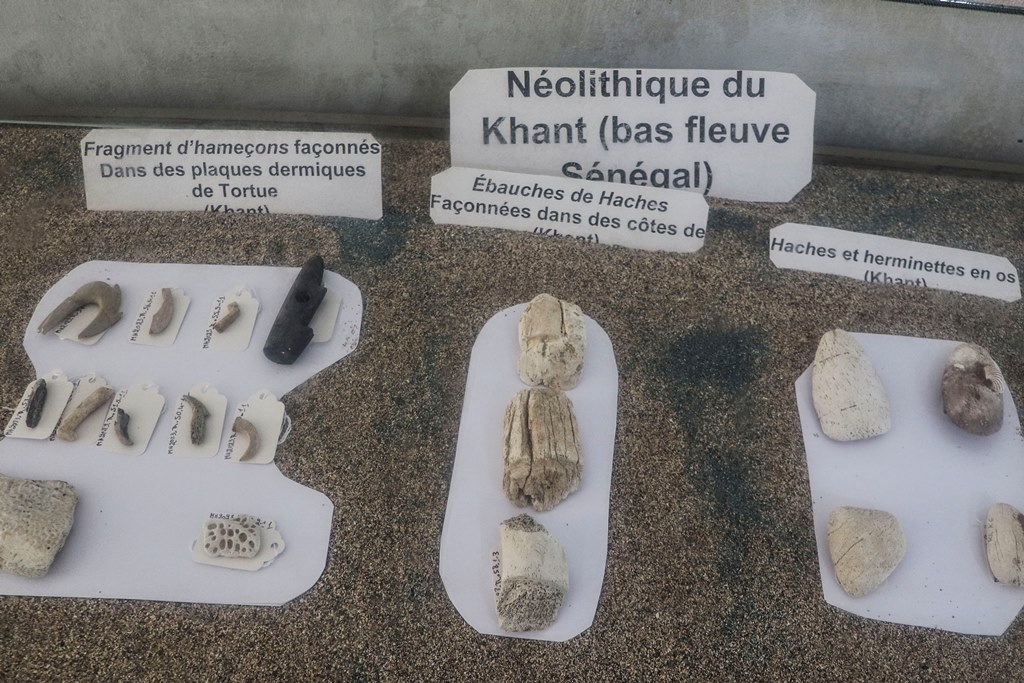
Útiles líticos del Neolítico de Khant.
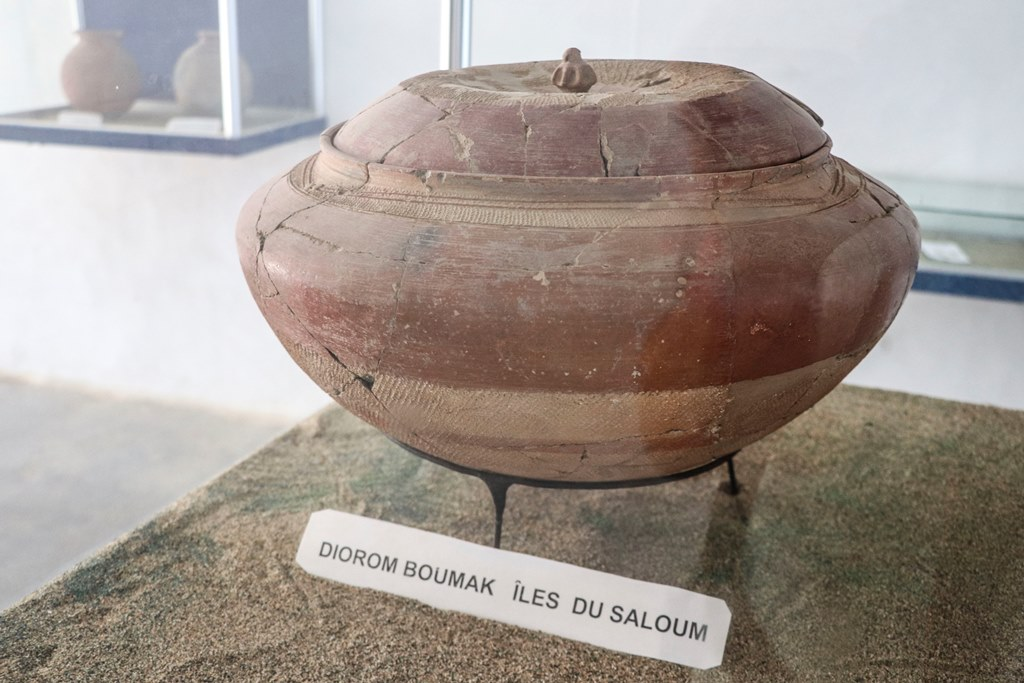
Alfarería del Conchero de Diorom Boumak.
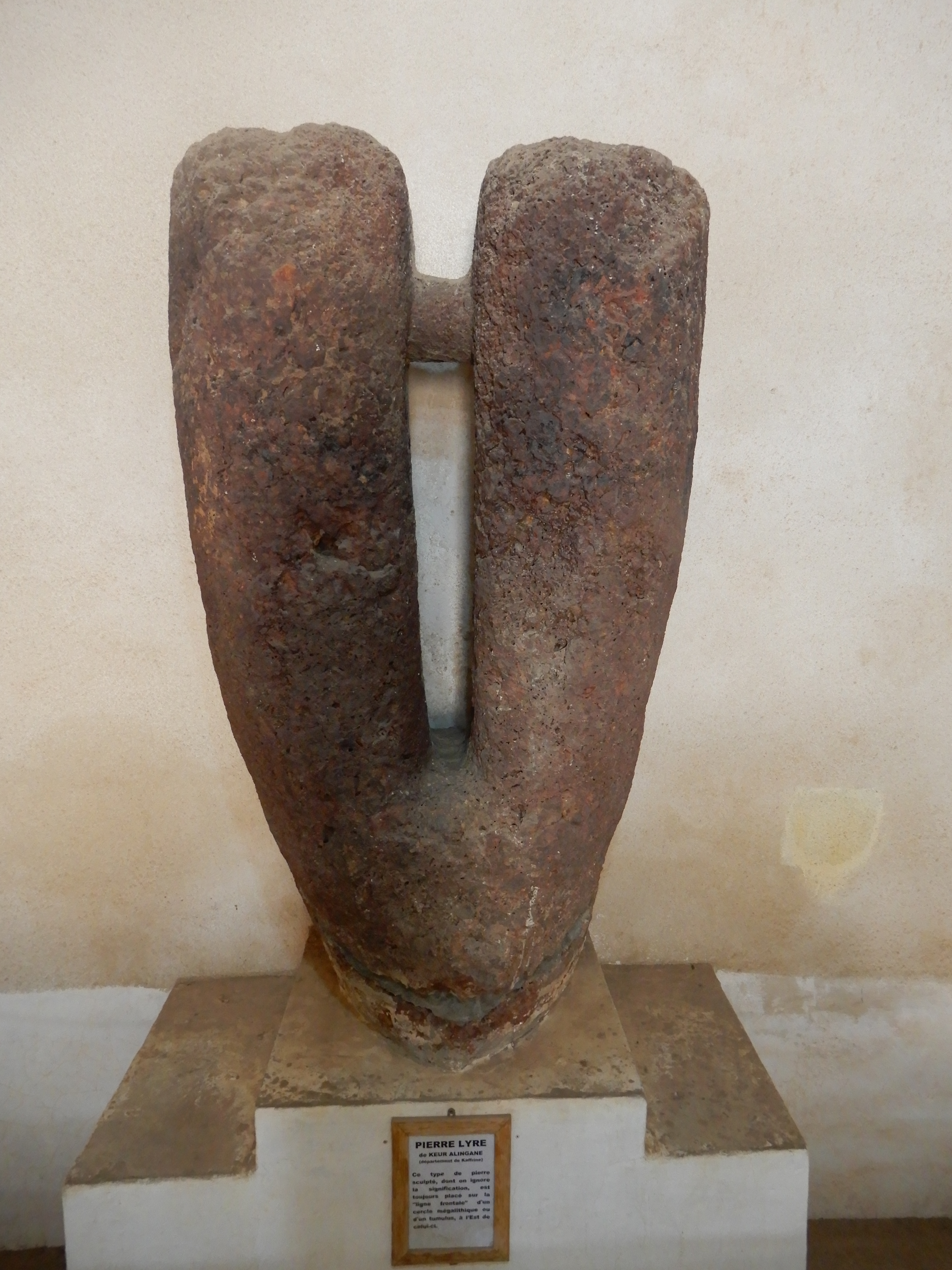
Megalito bífido con una espiga central en forma de lira de Keur Alingane.
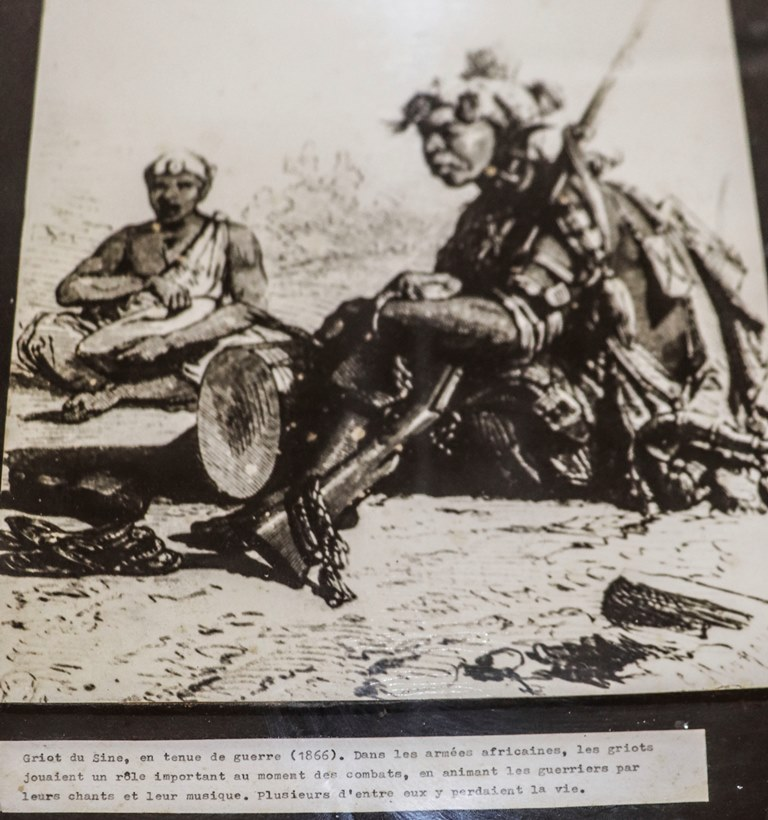
Foto de un griot en traje de guerra (1866).